# Gibloux
Gibloux (toponimo francese) è un comune svizzero di 7 306 abitanti del Canton Friburgo, nel distretto della Sarine.

## Storia
Il comune di Gibloux è stato istituito il 1º gennaio 2016 con la fusione dei comuni soppressi di Corpataux-Magnedens, Farvagny, Le Glèbe, Rossens e Vuisternens-en-Ogoz; capoluogo comunale è Farvagny-le-Grand.
In precedenza il comune di Corpataux-Magnedens aveva inglobato i comuni soppressi di Corpataux e Magnedens (1º gennaio 1999), quello di Farvagny i comuni soppressi di Farvagny-le-Grand, Farvagny-le-Petit, Grenilles e Posat (1º gennaio 1996), quello di Rossens il comune soppresso di Illens (1º gennaio 1972) e quello di Le Glèbe i comuni soppressi di Estavayer-le-Gibloux, Rueyres-Saint-Laurent, Villarlod e Villarsel-le-Gibloux (1º gennaio 2003).

## Geografia antropica

### Frazioni
Le frazioni di Gibloux sono:
- Corpataux-Magnedens[2]
  - Corpataux[6]
    - La Tuffière

  - Magnedens[7]
- Farvagny[3]
  - Farvagny-le-Grand[8]
  - Farvagny-le-Petit[9]
  - Grenilles[10]
  - Posat[11]
- Le Glèbe[5]
  - Estavayer-le-Gibloux[12]
  - Rueyres-Saint-Laurent[13]
  - Villarlod[14]
  - Villarsel-le-Gibloux[15]
- Rossens[4]
  - Illens[16]
- Vuisternens-en-Ogoz[17]
  - Bouleyres